# Lipofuscin
Lipofuscin är olösliga brungula pigment i kroppens celler och består av rester av proteiner och lipider som är nedbrutna i lysosomer. Det ackumeleras med tiden som cellen åldras och bildas som en konsekvens av den normala omsättningen av komponenter i plasmamembranet. Lipofuscin är i sig ofarligt för cellen men kan ses som en markör för tidigare cellskador. Det ackumeleras normalt med åldern och återfinns främst i hjärta, lever och nervvävnad.